# Verbascum nudiusculum
Verbascum nudiusculum är en flenörtsväxtart som beskrevs av Hub.-mor.. Verbascum nudiusculum ingår i släktet kungsljus, och familjen flenörtsväxter. Inga underarter finns listade i Catalogue of Life.